# Lola Collante
Lola Collante de Tapia (1885-1980), nacida Dolores Collante del Gordo en Barranquilla, fue una escritora, poetisa y periodista. Se destacó por ser la primera mujer que se dedicó al periodismo en Panamá. Fue jefa de redacción de La Estrella de Panamá, el Diario de Panamá y del semanario El Relator. Fue miembro fundadora de la Sociedad de Periodistas de Panamá y miembro de la Academia Panameña de la Lengua.
Era hija de Ramón Collante, barranquillero, a quien llamaban El General, que a su vez fue hijo de José Eugenio Collante, también barranquillero.

## Biografía
Llegó a Panamá procedente de Colombia a los 33 años, entre 1917 y 1918 con dos hijos pequeños: Federico y Roberto Jimeno Collante, hijos de su matrimonio anterior con Roberto Jimeno Espinosa (1885-1963), pariente suyo y que era hijo de Nicolás Jimeno Collante, quien falleció en 1896. A mediados de los años veinte, se casó en Panamá con el abogado Alejandro Tapia, con quien tuvo dos hijos: Gonzalo y Arturo Tapia.
Alejandro Tapia fue como un padre para Federico y Roberto, lo que en contexto de su época era controversial, pues ella era divorciada, polémica, contestataria y culta. Sus hijos Roberto y Federico pasarían su infancia en un internado en Jamaica.
Federico Jimeno Collante fue un conocido cantante de ópera. Murió en Alemania. Estuvo casado con Rosario Shelton. Tuvo dos hijos: Minerva Tapia y Federico Steinbaum.
Roberto Jimeno Collante tuvo hijos con Odalinda Santoyo «Dolly»: María Cristina, economista; Miriam, antropóloga; Gladys, defensora de derechos humanos; Julio, administrador de empresas y Ramón, escritor y periodista; quienes mantuvieron viva la comunicación con su familia panameña a pesar de crecer en Colombia.
La obra periodística de Lola Collante es muy diversa; se desempeñó como jefa de redacción en el periódico La Estrella de Panamá, y laboró con el Diario de Panamá y el semanario El Relator. Desde 1960 fue colaboradora de la Revista Lotería, publicación cultural de la Lotería Nacional de Beneficencia. Fue la primera mujer en escribir en diarios sobre política nacional e internacional, y también escribió sobre política colombiana, actualidad panameña e internacional, y literatura.

Escribió a favor de la practicidad en la moda de la mujer de la época que empezó a simplificar sus atuendos, usar estilos de cabello corto, poco o nada de maquillaje y zapatos de tacón bajo en favor de la comodidad, todo esto para adaptarse a los nuevos roles que fue asumiendo, entre ellos ir a la universidad y el trabajo. En 1920 publicó en la revista Cuasimodo el artículo «Al oído de mis hermanas de América», en el que induce a las mujeres latinoamericanas a liberarse y alcanzar su autonomía moral. Extracto del artículo: 
«… ¿No sentís que vibra en vosotras un temblor de tímidas alas ignoradas, …no sentís que por sobre todas las ficciones late una inmensa verdad que precisa descubrir y seguir? ¿Sois débiles? ¿Sois pequeñas? ¿Sois triviales? ¿Sois caídas? Recogeos al fondo de vosotras mismas y removed los tesoros escondidos que todas poseemos y aprended a hacer de un grano de arena una roca, y de una roca un baluarte…» 
 En su descendencia permanece la tradición del feminismo, la poesía y el periodismo. Entre sus nietos y bisnietos hay numerosos periodistas y poetas, como su bisnieta Mónica Triana, destacada poetisa colombiana.
Recientemente fueron editadas nuevas ediciones de sus libros: El Panamá de ayer y sus figuras, y Mis inquietudes y Comprimidos, este último bajo el seudónimo de «Lydia Bolena».

## Condecoraciones
El gobierno italiano le entregó la condecoración Dante Alighieri por su trabajo de divulgación de la cultura italiana en Panamá.